# Мулацано Монте (Парма)
Мулацано Монте је насеље у Италији у округу Парма, региону Емилија-Ромања.
Према процени из 2011. у насељу је живело 58 становника. Насеље се налази на надморској висини од 434 м.